# 술회 (책)
《술회》(述懷)는 대한제국과 일제강점기의 정치인 박중양의 자서전이다. 1946년에 집필을 시작하여 1954년에 완성하였다. 박중양은 몰락한 중인 가문 출신으로 그의 아버지는 경기도 양주군에서 남의 집 마름 노릇을 하기도 했다. 서술은 시간순으로 되었으며 한글체에 한자를 섞었다. 마름 노릇을 하던 그의 아버지와 불우한 유년기에서부터 자신의 일본 유학 과정, 이토 히로부미 등을 만난 경위, 일제강점기 당시 관직 생활 등에 대한 내용을 기술하였다.
박중양의 저작물은 대부분 압수, 인멸되었지만 술회의 사본을 그의 손자 중 1인이 소장하고 있다가 민족문제연구소 대구지부에 기증하였다.

## 대한제국 멸망의 원인
박중양은 이 책에서 대한제국이 멸망한 원인으로 왕에게 바른 말을 하는 사람이 없었다는 점과, 당시 크고 작은 벼슬아치들 모두 부패하고 무능했으며 민생을 외면했다는 점을 주장했다. 박중양에 의하면 대한제국 정부 내부의 부패는 악명높았다며 “정치의 부패와 국민들의 고통을 지금 70세 이상 되는 연로자는 모두 다 아는 바이다. 행락 매관이 공공연히 이를 행하였고, 대소 관리들의 민재 탐취가 강도와 다르지 않았다.”라고 당시의 부패상을 지적했다.
박중양은 한일 병합 조약에 이르게 된 원인을 무조건 일본인들만의 탓으로 돌리는 것은 피해망상에 불과하다고 주장했다. 이어 “임금에게 직신(直臣)이 없고 궁중의 난잡은 백귀야행(百鬼夜行)이었다. 집정자는 자기 영달에만 몰두, 탐욕했고, 국정일비를 무관심하였다. 고위 고관자는 자기의 이해득실에만 타등하고, 백성들은 죽든지 살든지 아불관어(무관심)하였다.”라고 비판했다. 그는 “한국의 쇠망은 그 원인이 적년요정(積年要政, 매년 쌓은 정치의 잘못)에 있었지 일조일석에 있지 않았다. 한국을 쇠망케 한 자는 한국인 누구누구였겠는가.”라며 했다.

## 기타
박중양의 저서들 중 현재 전하는 유일한 서적이다. 《술회》 외에도 박중양은 자신의 일기, 이승만, 함태영, 이시영 등을 조롱하는 팜플렛과 독립운동가들의 비행과 의혹을 수집한 홍보물 등을 남겼다.
박중양의 저작과 일기는 대부분 압수되어 인멸, 소각되었다. 반민특위에 1차적으로 압수된 것 외에도 이승만 등을 수시로 조롱하다가 가택수색을 당하여 저작물이 압수당하기도 했다. 그의 자서전 술회의 사본을 손자 중 1명이 소장하고 있다가 민족문제연구소 대구지부에 기증한 바 있다.

## 같이 보기
| - 박중양 일기 - 백범일지 - 윤치호 일기 - 도왜실기 - 독립정신 - 자서전 - 안네의 일기 - 박중양 | - 자제단 - 3.1 운동 - 대구 약령시 - 대구읍성 - 일소대 - 박문웅 - 침산장 |

## 참고 자료
- 민족문제연구소, 《민족문제연구 9권》(민족문제연구소, 1996)
- 대구하루, 《만촌동 석학 강태원:박중양의 현실인식과 일본관》 (대구하루, 2016)